# Нитинол
Нитинол е наименование на сплави на металите никел и титан. Двата елемента са с приблизително еднакви атомни проценти. Нитиноловите сплави притежават две тясно свързани уникални свойства – памет на форма и свръхеластичност, известна също като псевдоеластичност. Памет на форма представлява способността на нитинола, след като е бил деформиран при определена температура, да възстановява оригиналната си форма при нагряване над определена температура, наречена температура на трансформация. Свръхеластичността се реализира в един относително тесен температурен обхват над температурата на трансформация – при тези условия еластичността на нитинола е около 10 – 30 пъти по-голяма от обичайната за металите.

## История
Нитинолът е известен като материал, притежаващ способността да помни предварително зададената форма. За първи път този ефект е открит през 1932 г. от шведския изследовател Arne Olander в злато-кадмиеви сплави. В началото на 1950-те години ефектът е наблюдаван и в медно-цинковите сплави.
Названието нитинол е акроним, който свързва неговия състав и името на лабораторията, където се е състояло неговото откриване (Nickel Titanium-Naval Ordnance Laboratory). William J. Buehler заедно с Frederick Wang, откриват неговите свойства през 1962 г. по време на изследователската работа във военноморската лаборатория Naval Ordnance Laboratory. Въпреки че потенциалните възможности на нитинола са осъзнати веднага, реални стъпки за неговата комерсиализация се правят едва след десет години. Това забавяне се дължи главно на извънредно големите трудности при топене и обработване на сплавта.

## Механизъм
Необичайните свойства на нитинола се дължат на фазовите трансформации в твърдо състояние, известни като мартензитни трансформации. При високи температури нитинолът придобива обемноцентрирана кубична кристална структура, наричана аустенит (известна също като родителска фаза). При ниски температури нитинолът спонтанно се трансформира в по-сложна моноклинна кристална структура, наричана мартензит. Температурата, при която аустенитът преминава в мартензит, се нарича температура на трансформация.
Всъщност съществуват четири температури на преход. Когато сплавта, изцяло в аустенитна форма, се охлажда, преминаването в мартензитната форма започва при достигането на така наречена мартензитна стартова температура Мs. Температурата, при която трансформацията е завършена, се нарича мартензитна финална температура, Мf. Когато сплавта е в мартензитна фаза и се подлага на нагряване, аустенитната фаза започва формирането си при Аs и го завършва при Аf. Разликите между тези четири характерни температури на цикъла нагряване/охлаждане определят неговия хистерезис. Ширината на хистерезиса зависи от точния състав на нитинола и обикновено е в рамките на 20 – 50 °C.
Има два ключови аспекта на тази трансформация, които са от решаващо значение. Първият е, че трансформацията е обратима, т.е. загряването над температурата на трансформация възстановява аустенитната фаза на материала. Вторият ключов момент е, че трансформацията и в двете посоки протича без забавяне.
Мартензитната кристална структура притежава уникалната способност да претърпява деформация без да бъдат разкъсвани атомните връзки. По този начин нитинолът е в състояние да претърпи до около 6 – 8% обратима деформация. Когато чрез загряване мартензитът се превръща отново в аустенит, фо̀рмата на материала също се възстановява, независимо от деформацията, получена от нитинола, когато е бил в мартензитната фаза. Названието „памет на формата“ отразява факта, че формата на сплавта във високотемпературната аустенитна фаза се „помни“ дори при съществена деформация при ниските температури. Формата, която нитинолът помни, се задава при нагряване до температури около и над 500 °C.
Гореописаният цикъл (охлаждане на аустенита до мартензит, деформация на мартензита, загряване до аустенит за възстановяване на първоначалната форма) се нарича ефект на термична памет на формата.
При нитинола се наблюдава и втори ефект, наречен свръхеластичност или псевдоеластичност. Този ефект е пряко следствие от факта, че мартензитната фаза може да се получава не само чрез охлаждане, но и чрез прилагане на механично усилие (стрес) върху аустенитната фаза. При прилагане на стрес към аустенита материалът се деформира и едновременно се превръща в мартензит. Като се премахне стресът, нитинолът спонтанно възстановява както кристалната структура на аустенит, така и първоначалната си форма. В този режим на използване нитинолът действа като свръхпружина, която е от 10 до 30 пъти е по-еластична от пружини, направени от обичайни материали. Съществуват обаче и ограничения – ефектът се наблюдава в температурен обхват 0 – 40 °C над Аf.
За да се предотврати превръщането на деформирания мартензит обратно в аустенит, трябва да се приложи голяма сила – в някои случаи до около 700 MPa.
Една от причините нитинолът да се стреми да си възвърне формата е, че той не е обикновена метална сплав, а е интерметално съединение. В обикновените сплави атомите на съставящите ги елементи се подреждат по случаен начин в кристалната решетка, докато в подредените интерметални съединения атомите (в този случай никел и титан) имат строго определени места в решетката. Фактът, че нитинол представлява интерметално съединение, е главната причина за трудностите при изработване на различни изделия от него.
Типичният състав на нитинола съдържа около 50 – 51 атомни процента никел (55 – 56 тегловни процента). Малките промени в състава водят до значителни изменения на температурата на трансформация.

## Физични свойства
Точка на топене: 1310 °C
Плътност: 6,45 g/cm³
Специфично електрическо съпротивление: 82x10-6 Ω·cm (аустенит); 76x10-6 Ω·cm (мартензит)
Коефициент на топлопроводимост: 0,18 W/cm·K (аустенит); 0,086 W/cm·K (мартензит)
Коефициент на топлинно разширение: 11x10-6/°C (аустенит); 6,6 x10-6/ °C (мартензит)
Магнитна проницаемост: < 1,002
Магнитна възприемчивост: 3,7x10-6 emu/g (аустенит); 2,4x10-6 emu/g (мартензит)
Модул на еластичност: 75 – 83 GPa (аустенит); 28 – 40 GPa (мартензит)
Граница на провлачване: 195 – 690 MPa (аустенит); 70 – 140 MPa (мартензит)
Коефициент на Поасон: 0,33
Забележка: Свойствата на нитинола се определят и зависят от точния състав на сплавта и от повърхностната обработка на изделията от него. Представените данни са характерни за нитинолови сплави, произвеждани от няколко компании.

## Производство и приложения

### Получаване на нитинолови сплави
Производството на нитинолови сплави е свързано със значителни трудности поради необходимостта от строг контрол върху техния състав и извънредно високата химическа активност на титана. Всеки титанов атом, свързал се с кислорода, практически е извлечен от никел-титановата решетка, променяйки по този начин състава и съответно понижавайки температурата на трансформация. Днес се използват главно два метода на топене:
- Вакуумно-дъгов метод: топенето се осъществява чрез дъгов разряд между изходния материал и медна плоча. Процесът протича във вакуум, отливката е от мед, като по този начин се изключва присъствието на въглерод по време на топене.
- Вакуумно-индукционен метод: топенето се осъществява чрез прилагане на променливо магнитно поле към изходния материал, който се намира в тигел, изготвен от графит. Процесът пак протича във вакуум, но при него е възможно включването на въглерода в сплавта.

И двата метода имат своите предимства, но няма независими данни в полза на материал, получен по единия от тях.
Има и други методи, например плазмено и електронно-лъчево топене, които по-рядко се прилагат. В лабораторни условия за получаване на тънки слоеве от нитинол се използват физически методи на отлагане от газова фаза.

### Обработване на нитинолови сплави
Обработката на нитинола е сравнително лесна, когато се прилага горещо формуване. Значително по-трудно е, когато се налага студена обработка на сплавта. Високата еластичност на материала увеличава контакта с повърхността на матриците и валяците, в резултат на което голямото съпротивление на триене води до тяхното интензивно износване. По същата причина е трудна машинната обработка на тази сплав. Тя се усложнява допълнително поради ниската топлопроводимост на нитинола и съответно трудното отвеждане на топлината. За обработване на нитинола се използват също абразивно шлайфане, електроискров метод и лазерно рязане.
За фино нагласяване на температурата на трансформация се използва процесът на термично отгряване на нитинола, наричан още процес на стареене. Продължителността и температурата на процеса регулират формирането на богати на никел фази, които на свой ред определят количеството никел, който остава включен в решетката на NiTi. Извличането на никелови атоми от решетката води до повишаването на температурата на трансформация. Свойствата на нитинола се контролират, като се комбинират процесите на стареене и студена обработка.

### Области на приложение и видове изделия
Приложенията на нитинола се основават върху 4 основни механизма.
- Свободно възстановяване: изделието от нитинол се деформира при ниска температура и при загряване възстановява формата си.
- Несвободно възстановяване: в този случай при нагряване се възпрепятства възстановяването на формата, в резултат на което се генерира стрес.
- Извършване на работа: изделието може да се възстанови, но при това действа срещу приложена сила и по този начин извършва работа.
- Свръхеластичност: изделието действа като свръхпружина.

Областите на приложение са разнообразни и по-долу са дадени примери за някои от тях.
- Нефтена промишленост: куплунги за свързване на тръби.
- Космическа техника: механизми за разгръщане на слънчевите панели.
- Медицина: ортопедични импланти, сърдечни клапи, периферни стентове, иглени маркери за локализиране на тумори и др.
- Дентална медицина: шини и скоби за ортодонтски корекции на зъби. Предимството на нитиноловите сплави пред стоманата в случая се определя от факта, че се елиминира необходимостта от периодично стягане на шината поради движението на зъбите. Изделието от нитинол самó се свива при температурата на тялото и по този начин продължава да оказва коригиращия натиск.
- Комуникации: прибираща се антена на мобилен телефон.

Нитиноловите сплави навлизат и в производството на играчки и забавни предмети (напр. лъжичка, която се изгъва при разбъркване на топла течност), сгъваеми рамки за очила, гъвкави рамки за прозорци. Нитинол може да се използва при производство на актуатори, сензори, топлинни двигатели, подемни устройства и др.

### Недостатъци и ограничения
Основният проблем при използване на изделия от нитинол е свързан с умората на сплавта. Причината е, че приложенията на нитинола са преди всичко в области с много високи изисквания за гъвкавост и подвижност (напр. при стентовете и сърдечните клапи). Макар че по отношение на индуцираната от деформации умора нитинолът надхвърля по своите качества всички известни метали, в редица случаи са имали място повреди, дължащи се на това явление. Поради това се провеждат много изследвания в стремежа да се разберат механизмите и да се определят границите на издръжливост на тази сплав.
По отношение на биосъвместимост на нитинола съществува загриженост, свързана с голямата концентрация на никел, който представлява около 50% от състава на сплавта. Никел е известен като алерген и потенциален канцероген. Опасността от контакт с никел силно намалява при подходяща обработка на повърхността на изделията от нитинол чрез електролитно полиране или пасивация. При електролитното полиране се получава много гладка повърхност, покрита с тънък самовъзстановяващ се слой от титанов диоксид. Този слой служи като защитна бариера срещу освобождаването на никела от сплавта и същевременно допринася за изключителната корозионна устойчивост на нитинола. При пасивация върху повърхността на изделието се отлагат тънки слоеве от благородни метали или полимери. По този начин се избягва химическото взаимодействие на нитинола с биологичната тъкан.
Всички метални сплави имат включвания и нитинолът в това отношение не е изключение. При него включвания са от два вида – TiC и Ti2NiOx. Видът, размерът и разпределението на включванията може да се контролира до известна степен. Теоретично, намаляването на размера и броя на включванията, както и доближаването на тяхната форма до сфера би трябвало да имат за резултат по-малка умора на материала. Досегашните изследвания обаче не са показали някаква забележима разлика.
Основното ограничение за използване на нитинола е свързано с трудностите при неговото заваряване. През последните години лазерното заваряване се използва като рутинен процес за свързване на нитинол към нитинол. Нитинолова и стоманена жица могат да се заваряват с никелов пълнител. Изследователската работа продължава с цел намиране на други процеси и метали, към които да се заварява нитинола.